# NGC 857
NGC 857 je galaksija u zviježđu Kemijska peć.

## Vanjske poveznice
- SEDS: NGC 857